# Issa Ba
Issa Ba (* 7. November 1981 in Dakar) ist ein senegalesischer ehemaliger Fußballspieler.

## Karriere

### Verein
Die Profikarriere Bas begann im Alter von 19 Jahren beim französischen Zweitligisten Stade Laval. Bereits in der zweiten Saison entwickelte er sich zum Stammspieler und schnell wurde er zu einem wichtigen Leistungsträger im Kader des Stade Laval. In den vier Jahren bestritt er 87 Spiele für Stade Laval in der Ligue 2 und erzielte elf Tore.
Im Jahre 2004 wechselte er dann zum Ligakonkurrenten LB Châteauroux. Hier machte er seine ersten Erfahrungen im internationalen Geschäft. Zwei Spiele bestritt er im UEFA-Cup, der heutigen Europa League, und schoss dabei aber kein Tor. In der Ligue 2 bestritt er für den LB Châteauroux 58 Spiele und traf in den zwei Jahren zwölfmal ins gegnerische Tor.
Nach seinen Leistungen war es nur eine Frage der Zeit, bis die ersten Erstligisten anklopften. AJ Auxerre verpflichtete Ba im Jahr 2006. In seiner ersten Saison war Issa Ba einer von wenigen Neulingen, die den sofortigen Sprung in die Stammelf schafften. In seiner ersten Saison in Auxerre bestritt er 20 Spiele, aber schoss kein Tor. Ebenso spielte er hier auch international mit. Insgesamt spielte er fünfmal im Trikot von AJ Auxerre auf internationaler Ebene, traf aber auch hier das Tor nicht. In den Jahren darauf kam er immer weniger zum Einsatz. Die Saison 2007/08 brachte Ba drei Einsätze und in der Spielzeit 2008/09 durfte er gerade einmal in der Liga und einmal im Pokal spielen.
In der Winterpause der Saison 2009/10 wechselte Issa Ba von Aj Auxerre nach Polen zu Wisla Krakau, wo er allerdings nur ein halbes Jahr verbrachte, zehn Spiele absolvierte und daraufhin nach Rumänien zu FCM Târgu Mureș wechselte. Mit seinem neuen Klub gelang ihm in der Spielzeit 2010/11 der Klassenerhalt. In der Winterpause 2011/12 schloss er sich dem Ligakonkurrenten Gaz Metan Mediaș an. Ein halbes Jahr später zog es ihn zu Dinamo Bukarest. Im Februar 2013 wurde sein Vertrag bei Dinamo aufgelöst. Anschließend war er ein Jahr ohne Engagement, ehe ihn ASC Diaraf in sein Heimatland holte.
Im Januar 2016 wechselte er zu al-Shabab nach Kuwait, wo er auch 2017 seine Karriere beendete.

### Nationalmannschaft
Im Rahmen der Afrikameisterschaft 2006 bestritt er fünf Spiele für sein Heimatland Senegal, in denen er einen Treffer erzielte. Insgesamt kam Ba zwischen 2004 und 2006 in elf Pflichtspielen der senegalesischen Nationalmannschaft zum Einsatz.